# RHG Ostbayern
Die Raiffeisen-Handels-GmbH Ostbayern ist ein Agrarhändler mit Sitz in Rotthalmünster. Das Geschäftsgebiet umfasst das Rottal und den Gäuboden.

## Geschichte
Die RHG Ostbayern wurde 1995 als Raiffeisen Warenhandels- und Dienstleistungs GmbH Rotthalmünster gegründet. 2006 erfolgte der Zusammenschluss mit der Raiffeisen Warenhandels GmbH Taubenbach und die Namensänderung in Raiffeisen-Handels-GmbH Rottal. Die Integration der Standorte Winzer und Schöllnach erfolgte 2017, dadurch wurde die Raiffeisenbank Hengersberg-Schöllnach als weiterer Gesellschafter aufgenommen. 2019 wurde die neu erbaute Zentrale in Rotthalmünster bezogen. 2020 erfolgte der Zusammenschluss mit der Raiffeisen Straubing GmbH und die Namensänderung in Raiffeisen-Handels-GmbH Ostbayern. Die Fusion mit der Raiffeisen RWG Gäuboden Mitte/Isar erfolgte 2023. 2024 erfolgte die Übernahme eines Energiehändlers mit Automatentankstelle in Bogen und die Übernahme des BAT Agrar-Standortes in Feldkirchen.

## Gesellschafter
- VR-Bank Rottal-Inn
- VR-Bank Vilshofen-Pocking
- VR-Bank Passau
- Raiffeisenbank Unteres Inntal
- Raiffeisenbank Hengersberg-Schöllnach
- Raiffeisenbank Straubing
- Raiffeisenbank Parkstetten
- VR-Bank Landau-Mengkofen

Quelle